# 고타니 히로키
고타니 히로키(일본어: 小谷 光毅, 1993년 4월 25일~)는 일본의 축구 선수이다.

## 구단 경력
그는 2017년부터 2018년까지 BCF Wolfratshausen와 VfR Garching에서 뛰었다. 2018년 5월 J3리그의 그루자 모리오카로 이적했다. 2019년 블라우블리츠 아키타로 이적했다. 2020년 이와테 그루자 모리오카로 복귀했다.